# Scyphiphora hydrophyllacea
Scyphiphora hydrophyllacea ist einzige Art der einzigen Gattung Scyphiphora der Tribus Scyphiphoreae innerhalb der Pflanzenfamilie der Rötegewächse (Rubiaceae). Sie kommt an den Küsten Süd- sowie Südostasiens, Australiens und von Pazifischen Inseln vor.

## Beschreibung

### Erscheinungsbild und Blatt
Scyphiphora hydrophyllacea wächst als Strauch oder kleiner Baum und erreicht Wuchshöhen von meist 1 bis 4, selten bis zu 6 Meter. Er ist unbewehrt. Manchmal werden Stelzwurzeln gebildet. Junge Pflanzenteile enthalten meist Schleim oder Harz. Die etwas abgeflachten bis kantigen oder stielrunden Zweige besitzen eine kahle bis flaumig behaarte Rinde. Die Knoten (Nodien) sind manchmal verdickt und manchmal sind die Zweige gestaucht.
Die kreuz-gegenständig an den Zweigen verteilt angeordneten Laubblätter sind in Blattstiel und Blattspreite gegliedert. Sie besitzen keine Domatien. Der gegliederte, kahle Blattstiel ist 0,5 bis 1,5 Zentimeter lang. Die einfache, deutlich ledrige Blattspreite ist bei einer Länge von 2,5 bis 7,5 Zentimeter und einer Breite von 1,5 bis 4,5 Zentimeter verkehrt-eiförmig bis breit-elliptisch  mit keilförmiger bis stumpfer Spreitenbasis und gerundetem oberen Ende. Beide Spreitenflächen sind kahl und die Blattoberseite ist meist glänzend. Die Seitennerven sind nicht erkennbar oder man sieht vier bis sechs Paare. Die zwei haltbaren, 1,5 bis 3 Millimeter langen, einfachen Nebenblätter sind um den Zweig herum verwachsen, umschließen gut entwickelte Kolleteren (drüsige Anhänge) und besitzen oft einen spärlich bis dicht bewimperten Rand.

### Blütenstand und Blüte
An den Zweigen werden seitenständig, auf 0,5 bis 1 Zentimeter langen Blütenstandsschäften, gestauchte zymöse Blütenstände gebildet, die eine Länge von 1,5 bis 3 Zentimeter sowie einen Durchmesser 2 bis 2,5 Zentimeter aufweisen und einige Blüten enthalten. Die gleichmäßig dichotom verzweigen Blütenstandsachsen sind gegliedert. Die früh abfallenden Tragblätter sind relativ klein und paarweise verwachsen. Es sind höchstens 2 Millimeter lange Blütenstiele vorhanden oder die Blüten sitzend sind.
Die zwittrigen Blüten sind zygomorph und selten vier-, meist fünfzählig mit doppelter Blütenhülle. Die selten vier, meist fünf kahlen bis flaumig behaarten Kelchblätter sind becherförmig verwachsen und der Kelch ist fast gestutzt oder es sind noch selten vier, meist fünf Kelchzähne erkennbar. Die Kronblätter sind, weißlich bis hellgelb. Die selten vier, meist fünf weißen oder rosafarbenen und außen kahlen Kronblätter sind stieltellerförmig verwachsen. Die 4 bis 5 Millimeter lange Kronröhre ist innen flaumig behaart und der Schlund ist etwas geweitet. Die selten vier, meist fünf Kronzipfel sind in der Blütenknospe convolut überlappend und bei einer Länge von etwa 2 Millimeter eiförmig-zungenförmig mit stumpfem oberen Ende. Die selten vier, meist fünf Staubblätter überragen die Krone mehr oder weniger weit. Die kurzen Staubfäden sind kurz unterhalb des Schlundes der Krone inseriert. Der zweikammerige Fruchtknoten enthält in jeder Kammer eine aufrechte und eine hängende Samenanlage. Der Griffel endet in zwei Narben, die die Krone überragen. Es liegt Protandrie vor; der Pollen wird an der Außenfläche des Griffels und den Narben deponiert um vom Bestäuber aufgenommen zu werden.

### Frucht und Samen
Die kahle, anfangs fleischige und später korkige Steinfrucht ist bei einer Länge von 8 bis 11 Millimeter sowie einem Durchmesser von 3 bis 5 Millimeter ellipsoid-länglich bis ellipsoid mit sechs oder selten bis zu acht Kanten. An der Steinfrucht sind die haltbaren Kelchblätter vorhanden. Die Steinfrucht enthält nur einen Steinkern. Der ellipsoide, Längskante aufweisende Steinkern ist zweikammerig mit je zwei Samen je Kammer. Der fast zylindrische Samen ist von mittlerer Größe und besitzt eine häutige Samenschale (Testa). Das Endosperm ist reduziert. Am Embryo sind zwei längliche Keimblätter (Kotyledonen) und eine relativ lange Radicula vorhanden.

### Phänologie
In China reicht die Blütezeit von Juli bis November. Die Früchte reifen in China von August bis Dezember.

### Chromosomensatz
Chromosomengrundzahl beträgt x = 11.

## Vorkommen
Scyphiphora hydrophyllacea kommt auf dem Indischen Subkontinent, in Thailand, Vietnam, auf den Philippinen, auf westlichen Pazifischen Inseln, Neukaledonien, in Australien (Western Australia, Northern Territory und Queensland) und in der chinesischen Provinz Hainan vor. Es gibt Berichte über Vorkommen in Madagaskar, diese werden aber aktuell von dort nicht bestätigt. Sie gedeiht im Mangrove-Wald oder in dessen Nähe im Küstenschlamm auf oder nahe Meereshöhe.

## Systematik
Die Gattung Scyphiphora wurde 1806 mit der Erstbeschreibung von Scyphiphora hydrophyllacea durch Carl Friedrich von Gaertner in Supplementum Carpologiae (= De Fructibus et Seminibus Plantarum, Band 3), S. 91 und Tafel 196, Abbildung 2 aufgestellt. Der Gattungsname Scyphiphora leitet sich von den griechischen Wörtern skuphos für Becher und pherein für tragend ab und bezieht sich auf die Blüten. Ein Synonym für Scyphiphora C.F.Gaertn. ist Epithinia Jack. Die Tribus Scyphiphoreae wurde in Kent Kainulainen, Sylvain G. Razafimandimbison & Birgitta Bremer: Phylogenetic relationships and new tribal delimitations in subfamily Ixoroideae (Rubiaceae), In: Botanical Journal of the Linnean Society, Volume 173, Issue 3, 2013, S. 387–406 aufgestellt.
Scyphiphora hydrophyllacea ist einzige Art der einzigen Gattung Scyphiphora der Tribus Scyphiphoreae in der Unterfamilie Ixoroideae innerhalb der Familie der Rötegewächse (Rubiaceae). In welche Tribus diese Gattung gehört wurde seit der Erstbeschreibung kontrovers diskutiert. Molekulargenetische Untersuchungen zeigen, dass die Gattung Scyphiphora in einer eigenen Tribus stehen muss und nicht mehr wie bis 2013 in der Tribus Gardenieae oder Vanguerieae.